# Nevill Francis Mott
Sir Nevill Francis Mott (1905-1996) là nhà vật lý người Anh. Ông cùng Philip Warren Anderson và John Hasbrouck van Vleck là những chủ nhân của Giải Nobel Vật lý năm 1977. Công trình giúp họ đạt giải là những nghiên cứu ý thuyết về cấu trúc điện tử của các hệ từ hỗn loạn .